# Fettes Brot
Fettes Brot es un grupo alemán de Hip-Hop que surgió en 1992. Se fundó en Hamburgo, y ha compuesto, entre otras, canciones tan populares como "Jein" y "Emanuela".

## Composición del grupo
El grupo está formado por Martin Vandreier (apodado Dokter Renz), Boris Lauterbach (apodado König Boris) y por Björn Warns (apodado Björn Beton). Todos habían sido miembros de otros grupos hasta 1993, año en que se unieron para formar Fettes Brot.

## Discografía

### Álbumes de estudio
- 1995 – Auf einem Auge blöd (ALE#29,SUI#22)
- 1996 – Außen Top Hits, innen Geschmack (ALE#10,AUS#21,SUI#14)
- 1998 – Fettes Brot lässt grüßen (ALE#9,AUS#30,SUI#27)
- 2001 – Demotape (ALE#9,AUS#30,SUI#27)
- 2005 – Am Wasser gebaut (ALE#4,AUS#9,SUI#23)
- 2008 - Strom und Drang (ALE#3,AUS#9,SUI#14)